# HD 144183
HD 144183，又名CP-55 7079，SAO 243339、HR 5979，是一颗恒星，视星等为6.16，位于銀經327.8，銀緯-3.09，其B1900.0坐标为赤經15h 59m 23.2s，赤緯-55° -3.09′ 11″。